# Michael York
Michael York, rodným jménem Michael Hugh Johnson (* 27. března 1942, Fulmer, Buckinghamshire, Velká Británie), je britský herec.
V divadle působí od svých 16 let, kdy začal hrát v National Youth Theatre Company v Kentu, což bylo divadlo zaměřené především na klasický shakespearovský repertoár. Po ukončení střední školy studoval anglickou literaturu na univerzitě v Oxfordu. Od roku 1964 krátce hrál ve skotském divadle Dundee Repertoary Theatre, po roce z něj odešel do britského Národního divadla (National Theatre) v Londýně. Díky svému atraktivnímu zjevu a oduševnělému hereckému projevu se velmi dobře uplatnil v rolích sympatických kladných hrdinů, pocházejících zejména ze šlechtického prostředí. V Národním divadle jej uviděl známý italský filmový režisér Franco Zeffirelli a nabídl mu první filmovou roli ve snímku Zkrocení zlé ženy z roku 1967, kde hrál společně s Liz Taylorovou.
V témže roce hrál v první verzi britského televizního seriálu Sága rodu Forsytů, který odvysílala i někdejší Československá televize. O rok později vytvořil postavu Tybalda v legendárním shakespearovském snímku režiséra Zeffirelliho Romeo a Julie.
Poté následovala jeho snad nejslavnější filmová role d'Artagnana ve filmové verzi románu Tři mušketýři z roku 1973. Objevil se i v dalším Zeffirelliho díle, v televizním seriálu Ježíš Nazaretský.